# Combate de Évora

O Combate de Évora foi travado em 29 de Julho de 1808, no início da Guerra Peninsular, durante a Primeira Invasão Francesa (1807 – 1808). A revolta contra as forças ocupantes eclodiu no norte do país, em Junho de 1808, e espalhou-se rapidamente a todo o território. Os numerosos casos de revolta que então se verificaram suscitaram acções de repressão, normalmente de carácter muito violento. Évora foi, na segunda quinzena de Julho de 1808, um desses casos de insurreição e repressão que ilustra bem o que se passava um pouco por todo o país.

## Antecedentes
A insurreição espanhola contra os franceses, que tinha começado em Madrid em 2 de Maio de 1808, rapidamente se espalhou por toda a Espanha e atravessou as fronteiras com Portugal. Primeiro, fazendo chegar às forças espanholas que colaboravam na ocupação de Portugal ordens para regressarem a Espanha. Depois, em movimentos de insurreição popular que começaram no norte do país, em Junho, e rapidamente se declararam em todo o território onde as forças francesas não eram em número suficiente para dissuadir os portugueses a tomarem essa iniciativa. Lisboa e arredores, com uma forte guarnição francesa não teve oportunidade de proceder da mesma forma.
Loison, que se encontrava em Almeida, recebeu ordem para submeter o Porto mas foi obrigado a recuar antes de atingir aquela cidade. Em Coimbra organizaram-se forças que tomaram o Forte de Santa Catarina na Figueira da Foz. No Algarve a insurreição iniciou-se em Olhão e as guarnições francesas que se encontravam em vária praças foram aprisionados. No Alentejo, onde os franceses tinham os maiores destacamentos, também se deram revoltas que começaram em Vila Viçosa. Neste movimento insurreccional no Alentejo tiveram influência forças espanholas que atravessaram a fronteira e prestaram apoio aos portugueses.
Junot, perante (falsas) notícias de desembarque de forças britânicas, reuniu um conselho de guerra no qual se decidiu concentrar as forças em Lisboa e manter guarnições que garantissem a posse de Peniche, para fazer frente a eventuais desembarques a Norte de Lisboa, e de Almeida e Elvas, para garantir as linhas de comunicação com Espanha. Foi também decidido defender Lisboa até ao máximo das possibilidades e, se a tal fossem obrigados, retirar para Elvas, onde se reorganizariam e passariam a Espanha. A partir de Lisboa foram depois enviados destacamentos com a missão de reprimir as insurreições.
Évora situa-se no centro do Alto Alentejo. Tratava-se da terceira cidade do Reino e a mais importante daquela província, pela sua população e riqueza. A partir de Évora era possível cortar a linha de comunicações entre Lisboa e Espanha a Sul do Tejo. Não admira, pois, o empenho das juntas espanholas de Sevilha e Badajoz em arrastar Évora à causa da insurreição. Por isso, Junot empregou efectivos importantes para dominar as praças que se situavam nesta linha. Foi também o caso de Elvas, Estremoz, Montemor-o-Novo e outras.

## As forças em presença

### Forças Portuguesas e Espanholas
As forças luso-espanholas eram comandadas pelo tenente-general Francisco de Paula Leite de Sousa. Este oficial general tinha prestado serviço na Real Armada entre 1763 e 1799. Regressou ao Exército como marechal de campo (major-general) e em 1807 foi promovido a tenente-general. Assumiu a direcção do governo militar do Alentejo no dia 17 de Julho de 1808.
As forças à disposição do general Paula Leite eram constituídas por
Forças portuguesas (700)

- Batalhão de voluntários de Estremoz - 380
- Companhia de miqueletes de Vila Viçosa - 100
- Companhia de caçadores de Évora - 100
- Companhia de cavalaria de Évora - 60
- Companhia de cavalaria organizada com éguas - 60

Forças espanholas (1.070)

- Legião de voluntários estrangeiros - 400
- Duas companhias de granadeiros provinciais - 200
- Uma companhia de tropas ligeiras - 100
- Cavalaria (Hussards de Marie-Luise) - 250
- Artilharia a cavalo - 90
- Artilharia de guarnição - 30

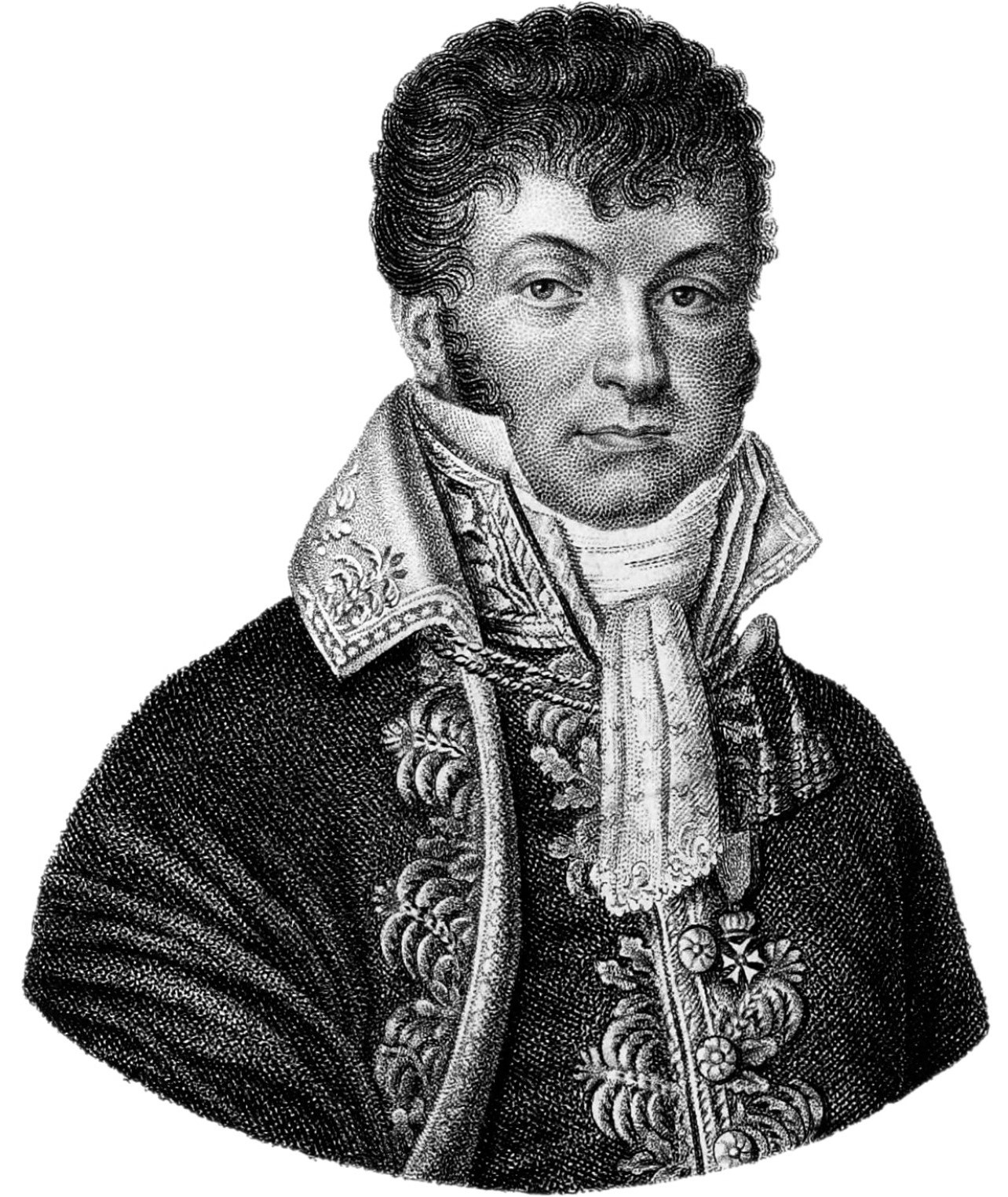
Loison, comandante das forças francesas.

Além destas forças existia uma multidão de habitantes de várias povoações que foram colocados sobre a muralha.

### Forças Francesas
As forças francesas eram comandadas pelo general Henri-Louis Loison e tinham um efectivo de aproximadamente 7.000 homens. Esta força tinha a seguinte constituição
- 3º batalhão do 12º Regimento de Infantaria Ligeira;
- 3º batalhão do 15º Regimento de Infantaria Ligeira;
- Um batalhão do 58º Regimento de Infantaria de Linha;
- Um batalhão e meio do 86º Regimento de Infantaria de Linha;
- Legião Hanovrienne;
- Dois batalhões de granadeiros;
- 4º Regimento Provisório de Dragões;
- 5º Regimento Provisório de Dragões;
- 8 bocas de fogo de artilharia.

Com Loison seguiam os generais Solignac e Margaron.

## As operações
Quando as revoltas alastraram no Alentejo, formaram-se várias juntas governativas que acabaram por se submeter – com a excepção de Beja e Campo Maior – às decisões da Junta de Governo do Alentejo que se formou em Estremoz. Sob a sua orientação, reorganizaram-se os Regimentos de Infantaria 13 e 15, formou-se o batalhão de voluntários de Estremoz e organizaram-se algumas forças de cavalaria. Foi solicitada ajuda às juntas espanholas que enviaram espingardas e artilharia e alguns corpos militares.

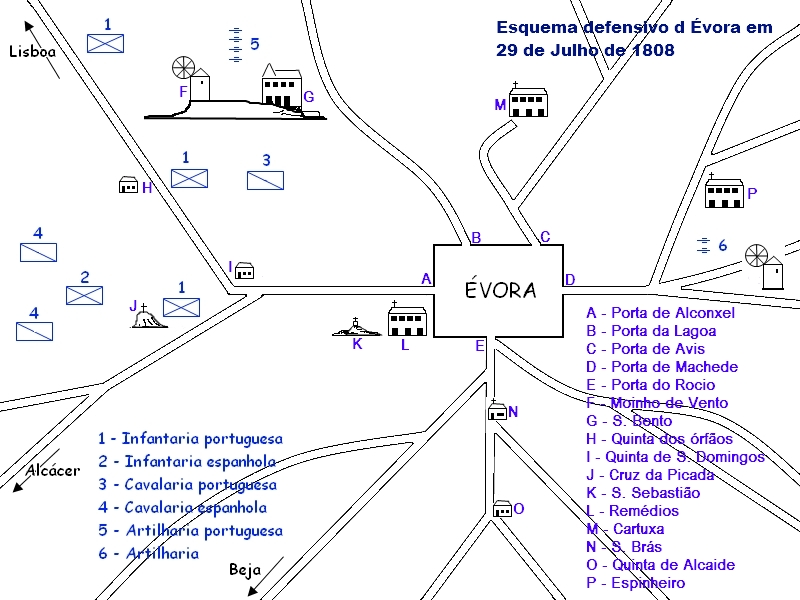
Esquema da defesa de Évora em 29 de Julho de 1808, segundo um desenho feito por J. C. Barreto, publicado na "História Popular da Guerra Peninsular" de J. J, Teixeira Botelho.

No dia 17 de Julho, o Tenente-general Francisco de Paula Leite de Sousa aceitou a direcção do governo militar que, a partir do dia 20 de Julho, passou a ter sede em Évora. Dali foram expedidas ordens para a concentração, naquela cidade, das forças que já estivessem organizadas em diversas terras do Alentejo e procurou-se dar alguma instrução militar a alguns grupos armados que se tinham formado sem qualquer disciplina. Entretanto chegou a notícia que forças francesas tinham saído de Lisboa e se encontravam já a Sul do Tejo. Tendo verificado que as notícias de desembarque de forças britânicas na costa portuguesa eram falsas, Junot decidiu enviar uma expedição para pôr fim ao movimento insurreccional e garantir a posse da linha de comunicações entre Lisboa e Évora. No dia 25 de Julho, uma força francesa sob o comando de Loison atravessou o rio até Cacilhas e dirigiu-se para Évora. No dia 26, os franceses chegaram a Pegões.
Com as notícias da aproximação dos franceses, o general Paula Leite enviou um destacamento para Montemor-o-Novo com um efectivo de 650 homens de infantaria, 50 cavalos e 6 bocas de fogo. Comandava este destacamento o coronel Aniceto Simão Borges. Reconhecendo que estas tropas não eram suficientes para enfrentar as forças francesas que se aproximaram, foi enviado um reforço de 400 homens e 2 bocas de fogo mas este corpo de tropas, quando se dirigia para Montemor-o-Novo, cruzou-se com forças em retirada que anunciaram a derrota do destacamento do coronel Aniceto Borges. Assim, este segundo destacamento retrocedeu rapidamente para Évora, onde entrou na manhã do dia 28 de Julho, criando a maior preocupação naquela cidade.

Entretanto, prosseguiam os trabalhos de organização da defesa da cidade. Na manhã do dia 29 ainda chegaram a Évora reforços de Vila Viçosa e de Jerumenha. Taparam-se todas as portas da muralha excepto as do Rocio e de Machede. Apesar daqueles reforços, era preciso ter em conta que as forças luso-espanholas não chegavam aos 2.000 homens. Além destas forças existia uma multidão quase desarmada e sem qualquer preparação militar. O general Paula Leite decidiu, no entanto, enfrentar as forças francesas em campo aberto, no exterior das muralhas da cidade, em vez de aproveitar a protecção que estas podiam oferecer, apesar da sua degradação, para oferecer uma resistência mais eficaz.

Ainda no dia 29 de manhã, à aproximação do inimigo, estas forças ocuparam as suas posições de combate em local que dominava a estrada para Montemor-o-Novo. No flanco direito, que se apoiava no moinho de S. Bento, estavam 4 peças de calibre 4, 350 homens de infantaria e uma companhia de 50 cavalos; no centro, na área do Outeiro de S. Caetano, estavam 2 obuses, o Regimento de Infantaria 3 e a Legião de Voluntários Estrangeiros; na ala esquerda, apoiada na Quinta dos Cucos, estava posicionada uma peça de calibre 3, 200 civis armados e a companhia de éguas. Numa posição mais avançada estendiam-se em cortina os miqueletes de Vila Viçosa e os Caçadores de Évora. Formando em terceira linha, e à esquerda do outeiro de S. Caetano, estavam 200 cavalos da cavalaria espanhola e 60 da portuguesa. Era nesta posição que se encontrava o general Paula Leite e o coronel Moretti com os seus ajudantes.
Às 11H00 os franceses avançaram em três colunas e, assim que chegaram ao alcance da artilharia portuguesa e espanhola, esta abriu fogo. A coluna da esquerda, sob o comando de Margaron, formou um semicírculo pela parte oriental da cidade. A coluna da direita, sob o comando de Solignac, formou um semicírculo pelo lado ocidental da cidade, por forma a controlar as estradas para Beja e Monsaraz e unir com a coluna de Margaron. A coluna do centro, sob comando do próprio Loison, manteve-se sobre o itinerário em que seguiam.
A cavalaria francesa dirigiu o ataque para o flanco esquerdo das forças luso-espanholas. Estes abriram fogo muito cedo e só a artilharia provocou baixas significativas aos franceses. A cavalaria, que devia enfrentar o ataque da cavalaria francesa, retirou desordenadamente sem combater. A infantaria e a artilharia também acabaram por retirar mas só após algum tempo de combate em que tiveram um comportamento que mereceu referências positivas do próprio Loison e fizeram-no em boa ordem. Uma parte importante destas forças, no entanto, já não conseguiu entrar na cidade e dirigiu-se então para Juromenha e outras direcções.
Évora ficou então à mercê dos franceses que, apesar da resistência oferecida pelos defensores, ali entraram pelas 16H00. O saque da cidade prolongou-se por toda a noite e só no dia seguinte, pelas 11H00, Loison deu ordem para reunir as suas tropas. «Vendo-se os franceses já senhores do campo, não tiveram a lembrança de enterrar os seus mortos, nem mesmo a de perseguirem alguns fugitivos, porque a sede do saque, os fez com a cavallaria cercar a cidade, em quanto a infanteria, com bastante custo, investiu as portas e as muralhas, que por muito arruinadas e mal guarnecidas, lhes deram entrada; e immediatamente aquelles vencedores, tocando à degola, foram matando gente pelas egrejas, pelas ruas e praças.»
O ataque à cidade de Évora tinha provocado nos portugueses e espanhóis, tropas regulares e civis, um número indeterminado de mortos e feridos que, entre os diversos autores oscila entre 2.000 e 8.000. Os franceses sofreram 90 mortos e 200 feridos.
De Évora, Loison seguiu para Elvas e depois para Portalegre onde, no dia 6 de Agosto, recebeu a ordem de Junot para se dirigir para Lisboa seguindo o caminho de Abrantes. Os britânicos tinham começado a desembarcar forças a sul da Figueira da Foz. Durante a marcha, Loison recebeu ordem para se reunir às forças que tinham já marchado naquela direcção. Não chegou a tempo de intervir no Combate da Roliça mas esteve presente com as suas forças na Batalha do Vimeiro.